# The Jackson 5
Џексон 5 (енгл. The Jackson 5) је била америчка породична музичка група из Герија, Индијана. Њени првобитни оснивачи била су три настарија брата породице Џексон: Џеки, Тито и Џермејн. Они су наступали под именом Браћа Џексон (енгл. The Jackson Brothers) све док им се нису придружили Марлон и Мајкл. Активни од 1964. до 1990, Џексонови су изводили ритам и блуз, соул, поп и диско музику. Током њиховог скоро седмогодишњег наступања под покровитељством издавачке куће Мотаун рекордс, били су један од највећих поп и музичких феномена седамдесетих година двадесетог века. Бенд је послужио стварању соло каријера његових водећих певача, Џермејна и Мајкла, који се још више прославио као одрасли извођач.
Џексонови су били први извођачи у историји америчке музичке индустрије чија су прва четири узастопна сингла досегла прво место топ-листе „Билборд хот 100“ („I Want You Back“, „ABC“, „The Love You Save“, „I'll Be There“). Неколико других синглова, међу којим и „Mama's Pearl“, „Never Can Say Goodbye“ и „Dancing Machine“, били су такође комерцијално успешни. Већину тих раних хитова су написали и продуцирали специјализовани тимови текстописаца познати као Корпорација и, Гембл и Хаф. Касније песме је стварао Хал Дејвис, све до касних 1970-их када су Џексонови сами почели да се баве писањем и продуцирањем.
Џексонови су били први црни идоли тинејџера који су подједнако приказивани белој публици као и остали извођачи, захваљујући успешним промотивним способностима извршног директора Мотаун рекордса, Берија Гордија. Са преласком из Мотауна у Си-Би-Ес рекордс, а затим и у Филаделфија рекордс 1976, Џексон 5 је био принуђен да преименује свој назив. Тада је на Џермејново место, који је одлучио остати у Мотауну, дошао његов брат Ренди. Након две године сарадње са филаделфијском издавачком кућом, браћа су потписала уговор са Епик рекордсом. Њихов тренутно последњи студијски албум, „2300 Jackson Street“, издат је 1989. Разочаравајућа продаја албума је навела њихову кућу да раскину сарадњу крајем године. Бенд се никада није званично распао. Џексонови, свих шест чланова, последњи пут су заједно наступили на Мајкловој прослави 30 година соло каријере 2001. године. 